# Morvillers-St. Saturnin Churchyard
Morvillers-St. Saturnin Churchyard is een begraafplaats gelegen in de Franse plaats Morvillers-Saint-Saturnin (Somme). De militaire graven worden onderhouden door de Commonwealth War Graves Commission.
De begraafplaats telt 1 geïdentificeerd Gemenebest graf uit de Tweede Wereldoorlog.